# La storia della Terra di Mezzo
La storia della Terra di Mezzo (titolo originale in inglese: The History of Middle-earth, abbreviato in HoMe) è una serie di dodici volumi (più uno di indici) che contengono e analizzano molti scritti di J. R. R. Tolkien sull'universo immaginario fantasy da lui creato.
Il progetto, portato a termine dal terzo figlio di Tolkien, Christopher, è una raccolta di testi la maggior parte dei quali erano completamente inediti. Molto del materiale contenuto consiste in versioni più antiche di storie e personaggi già presenti nelle opere dello scrittore, ma sono presenti anche scritti del tutto nuovi, come saggi (per esempio quello sulle lingue contenuto nel quinto tomo della serie La strada perduta e altri scritti) o poemi (come il Cuivienyarna).

## La serie
I primi cinque libri della Storia contengono versioni primitive della storia del Silmarillion e testi relativi. I libri dal sesto al nono contengono scritti relativi allo sviluppo del Signore degli Anelli. Il nono tratta anche della storia di Númenor. Nei libri decimo e undicesimo si torna a parlare del Silmarillion, e vi sono inclusi gli Annali del Beleriand e gli Annali di Aman. Il dodicesimo libro, infine, tratta dello sviluppo delle Appendici del Signore degli Anelli, oltre che gli scritti degli ultimi anni di vita di Tolkien. Un indice generale fu pubblicato sei anni dopo il completamento dell'opera.
Nel 2021 è stato annunciato che la Bompiani pubblicherà tutta La storia della Terra di Mezzo in italiano. Attualmente sono stati pubblicati i primi sei volumi.

### I titoli
1. Il libro dei racconti perduti - Prima parte, precedentemente pubblicato col titolo Racconti ritrovati (1983, in italiano 1986)
2. Il libro dei racconti perduti - Seconda parte, precedentemente pubblicato col titolo Racconti perduti (1984, in italiano 1987)
3. I lai del Beleriand (1985, in italiano 2022)
4. La formazione della Terra di Mezzo (1986, in italiano 2023)
5. La strada perduta e altri scritti (1987, in italiano 2023)
6. Il ritorno dell'Ombra (La storia del Signore degli Anelli vol. 1) (1988, in italiano 2024)
7. The Treason of Isengard (La storia del Signore degli Anelli vol. 2) (1989)
8. The War of the Ring (La storia del Signore degli Anelli vol. 3) (1990)
9. Sauron Defeated (La storia del Signore degli Anelli vol. 4) (1992)
10. Morgoth's Ring (1993)
11. The War of the Jewels (1994)
12. The Peoples of Middle-earth (1996)